# Монте-Кристо (мюзикл)
Мюзикл «Монте-Кристо» — оригинальная российская постановка, авторами которой являются Роман Игнатьев (музыка) и Юлий Ким (стихи, либретто). В основе мюзикла лежит роман Александра Дюма-отца «Граф Монте-Кристо».
По звучанию «Монте-Кристо» близок к рок-опере.

## История
Премьера состоялась 1 октября 2008 года на сцене театра «Московская оперетта». До премьеры и некоторое время после неё пресс-релизы сообщали следующее:
Великое произведение Александра Дюма до сих пор не было поставлено в этом жанре ни в одной стране, поэтому московская премьера стала одновременно и мировой.
Тем не менее, вскоре обнаружилось, что это заявление было неточным. Мюзикл по роману «Граф Монте-Кристо» ранее ставился в Италии. Новокузнецкий театр мюзикла «Седьмое утро» ещё в 2003 году представил свою авторскую версию мюзикла «Граф Монте-Кристо». Также существует мюзикл «Граф Монте-Кристо» американского композитора Фрэнка Уайлдхорна.
В 2009 году была выпущена официальная аудиозапись «Монте-Кристо» на двух дисках. Приобрести её можно было в холле театра «Московская оперетта».
9 июня 2012 года состоялся юбилейный 500-й спектакль. 1 июля 2012 года артисты отыграли последний, 520-й спектакль непрерывного 4-летнего показа. Зрителям также был показан фильм о создании проекта. После спектакля на сцену поднялись артисты мюзикла «Граф Орлов» и состоялась передача «эстафеты» к следующему мюзиклу «Граф Орлов».
В сентябре 2010 года была выпущена официальная видеозапись «Монте-Кристо» в формате DVD. В комплект входят два диска, на первом сам мюзикл (запись сделана с «живого» представления, то есть со зрителями в зале), на втором — бонус (5 песен в формате караоке).
В 2013 году мюзикл «Монте-Кристо» приобрел новое звучание. Музыкальная часть мюзикла полностью была переделана и пересведена саунд-продюсером и звукорежиссёром Олегом Чечиком на студии CSP. Благодаря этим изменениям в музыкальное сопровождение спектакля был добавлен симфонический оркестр и полностью переработана ритм-секция.
В январе 2014 года «Монте-Кристо» вернулся на сцену Театра оперетты на 25 показов (5 блоков по 5 спектаклей с января по июнь, вперемешку с основными блоками «Графа Орлова»). В спектакле участвует оригинальный состав исполнителей с небольшими изменениями. Возвращение мюзикла приурочено к пятилетию «Монте-Кристо», которое отмечается в театральном сезоне 2013—2014. Ранее предпринимались попытки изыскать возможность для показа на одной сцене театра «Московская оперетта» двух мюзиклов — «Графа Орлова» и «Монте-Кристо». Только в новом сезоне техническим службам театра удалось разработать уникальные варианты, дающие возможность совмещения двух проектов. В 2015 году играются 25 спектаклей по аналогичной схеме.
5 октября 2018 года мюзикл был полностью обновлён, и теперь актёры играют эти спектакли ежегодно. Туда вернулась часть старых актёров (Игорь Балалаев в роли Эдмона Дантеса, Лика Рулла в роли Эрмины и Вадим Мичман в роли Бенедетто), а также появилась часть новых актёров (например, Дарья Январина в роли Валентины, Александр Казьмин в роли Альбера и Ярослав Баярунас в роли Бенедетто). Также Анна Гученкова сменила роль с Валентины на Эрмину, и Дмитрий Ермак стал играть двух персонажей — Эдмона Дантеса и Фернана де Морсер.
14 июля 2014 года в Южной Корее завершился крупнейший в Азии 8-й международный фестиваль мюзиклов — Daegu International Musical Festival. Российский «Монте-Кристо» получил Гран-при как лучший мюзикл, обойдя более десятка претендентов из Европы и Азии. Престижные награды DIMF были вручены также артистам «Монте-Кристо». Валерия Ланская победила в номинации «Лучшая женская роль». Игорь Балалаев стал первым в номинации «Лучшая мужская роль». Максим Новиков получил первый приз в номинации «Лучшая мужская роль второго плана».

## Творческая группа
Продюсеры мюзикла — Алексей Болонин и Владимир Тартаковский, автор либретто — Юлий Ким, композитор — Роман Игнатьев, режиссёр-постановщик — Алина Чевик, балетмейстер-постановщик — Ирина Корнеева, художник-постановщик — Вячеслав Окунев, художник по гриму и парикам — Андрей Дрыкин, художник по свету — Глеб Фильштинский, саунд-продюсер, звукорежиссёр — Олег Чечик, постановщик трюков паркура — Олег Краснянский.

### Актёрский состав
- Эдмон Дантес — Игорь Балалаев, Дмитрий Ермак, Владимир Дыбский (выбыл)
- Мерседес — Валерия Ланская, Ольга Беляева, Анастасия Макеева (выбыла), Аглая Шиловская (выбыла)
- Фернан — Максим Новиков, Дмитрий Ермак, Владислав Кирюхин (выбыл), Глеб Матвейчук (выбыл)
- Вильфор — Владислав Кирюхин, Александр Маракулин, Андрей Белявский (выбыл)
- Бертуччо — Александр Голубев (выбыл), Антон Дёров, Александр Суханов
- Эрмина — Лика Рулла, Анна Гученкова, Людмила Светлова (выбыла), Оксана Костецкая (выбыла)
- Бенедетто — Андрей Александрин (выбыл), Ярослав Баярунас, Вадим Мичман, Станислав Беляев (выбыл)
- Альбер — Александр Постоленко (выбыл), Денис Дэмкив, Александр Казьмин
- Валентина — Анна Гученкова (выбыла), Анастасия Гончар (выбыла), Дарья Январина,Арина Чернышова
- Бошан — Владислав Кирюхин, Александр Бабенко
- Аббат Фариа — Александр Маркелов (выбыл), Вячеслав Шляхтов (выбыл), Алексей Бобров, Андрей Бирин
- Гайде — Карине Асирян, Диана Савельева, Анна Вершкова (выбыла), Лаура Пленкина (выбыла)
- Дух замка Иф/Альбер в детстве — Егор Сажин, Михаил Смирнов, Иван Токарев
- Валентина в детстве — Полина Залегина, Варвара Паскаль, Мария Смирнова
- Жители Марселя — Андрей Александрин, Денис Дэмкив, Анна Гученкова, Диана Савельева, Карине Асирян

## Сюжет
Сюжет мюзикла в целом соответствует идее романа Дюма. Несправедливо обвинённый молодой моряк Эдмон Дантес попадает в многолетнее заключение в замок Иф. Там аббат Фариа обучает его всему тому, что знает сам, и открывает тайну клада острова Монте-Кристо. После смерти аббата Эдмон получает возможность сбежать из тюрьмы, добывает сокровища и клянётся отомстить своим врагам.
Его месть изощрена и хитроумна, и в результате истина выходит наружу.
Поскольку роман Дюма изобилует событиями и действующими лицами, что невозможно отразить в спектакле, авторы мюзикла значительно сократили повествование и количество героев. Таким образом сюжет был весомо упрощён, а ряд моментов совершенно расходится с оригиналом.

## Синопсис
Акт I
Бал у графа Монте-Кристо, ведомый Бошаном и Бертуччо («Карнавальное колесо»). Танцующие пары. На балу также присутствуют королевский прокурор Вильфор, его дочь Валентина, граф Фернан де Морсер, его жена Мерседес и сын Альбер, а также Эрмина Данглар. Появляется граф Монте-Кристо. Мерседес узнаёт его и зовёт: «Эдмон!»
Бертуччо, оставшись один на сцене, рассказывает историю Монте-Кристо («Память прежних дней»). Далее мы видим сцены из прошлого.
Эдмон Дантес, капитан корабля, возвращается из плавания. Его встречает каталанка Мерседес, его невеста («Встреча»). За ними наблюдает Фернан, безумно влюблённый в неё и ревнующий её к Эдмону («Любовь моя навсегда»). Эдмон рассказывает, что корабль заходил на остров Святой Елены за запасом воды, где к капитану подошёл Наполеон и попросил передать письмо своему знакомому в память о давней услуге. Эту беседу подслушивает Фернан, и решает донести на Эдмона, сообщив, что тот является сообщником опального императора («Письмо Наполеона»).
Прямо с собственной свадьбы («Свадьба») Дантес попадает на допрос с прокурору Вильфору («Допрос»). Тот осознаёт, что капитан невиновен, и принимает решение освободить его, Эдмон сообщает, что письмо Наполеона адресовано некому Нуартье. Вильфор осведомляется, рассказывал ли Дантес об этому кому-то ещё, и, получив отрицательный ответ, распоряжается отправить капитана в замок Иф. Выясняется, что Нуартье и Вильфор — одно и то же лицо, и заключение Дантеса необходимо прокурору, дабы самому не оказаться обвинённым в связях с Наполеоном.
Мерседес умоляет прокурора отпустить жениха, но тот остаётся непреклонен, заявляя, что Дантес — изменник («Молитва»).
Эдмон томится в тюрьме. Зритель понимает, что проходят годы («Не помню»). На авансцене Бертуччо рассказывает о событиях, происходивших в это время. Вильфор в письме сообщил Мерседес о том, что Дантес якобы умер, Фернан старается поддержать её. Через некоторое время Мерседес выходит замуж за Фернана. У них рождается сын Альбер, а у Вильфора — дочь Валентина. Родители договариваются о свадьбе детей по достижении ими совершеннолетия. К тому времени Вильфор становится королевским прокурором, а его жена умирает, Фернан же получает титул графа де Морсера за военные подвиги.
В камеру к Дантесу пробирается аббат Фариа, который пытался прорыть подкоп и сбежать из заключения, но перепутал направление. Аббат решает учить Эдмона всему, что знает сам, а также вместе с Дантесом приходит к выводу об истинной природе случившегося с молодым капитаном. Почувствовав приближение смерти, Фариа открывает Дантесу тайну клада, спрятанного на острове Монте-Кристо, а также даёт совет о побеге — умерших заключённых зашивают в мешок и скидывают в море, Эдмон должен вынуть тело аббата и занять его место («Песня тюремщиков»).
Так всё и происходит. В море Дантеса подбирает корабль Бертуччо, который станет правой рукой графа («Солёный ветер»). Эдмон добывает сокровища и клянётся о мести («Месть»).
Акт II
Мы возвращаемся на бал у графа Монте-Кристо, снова танцуют пары («Бал»).
Мерседес встаёт в паре с графом Монте-Кристо и пытается понять, кто же он такой («Кто ты?»). Вильфор и Эрмина Данглар уединяются, и из их разговора становится понятно, что дом, который выбрал Монте-Кристо для проведения бала, имеет тайную и страшную историю, которая известна беседующей паре («Воспоминания»). Именно в этом доме много лет назад Вильфор и Эрмина устраивали тайные свидания, и здесь был рождён их ребёнок, которого прокурор сразу после рождения зарыл в саду, посчитав мертворождённым. Вильфор советует не вспоминать о былом и уводит Эрмину к танцующим.
Альбер и Валентина в это время наслаждаются обществом друг друга — в мюзикле они являются счастливым воплощением влюблённой пары, зеркальным отражением Эдмона и Мерседес («Я всегда к тебе иду» (remix)), («Молчи, душа моя»).
Фернана просят рассказать о том, как он воевал, и граф де Морсер хвастливо сообщает о битве с турками и о том, как он пытался всеми силами защитить пашу Тебелина, но тот был убит. Дочь паши, Гайде, по словам Фернана, пропала («Великие дни»).
Бертуччо заявляет, что Гайде здесь, и, появившись в зале, она обвиняет Фернана в предательстве, убийстве Тебелина, краже алмаза паши и продаже её в рабство («Ты предатель»).
Вильфор пытается увезти дочь домой, сообщая, что их свадьбе с Альбером после всего услышанного не бывать, но Валентина хочет поддержать любимого («Смятение»).
Несколько ранее Бертуччо встречает среди гостей Бенедетто, узнаёт его и пытается предотвратить задуманную юношей кражу. Граф Монте-Кристо, который, как выяснилось, всё слышал, останавливает Бертуччо и заявляет, что кража не помешает их планам («Вор и слуга»).
Затем в танцевальной зале граф обвиняет Бенедетто, сообщая, что он вовсе не граф Кавальканти, как представлялся, а вор и преступник, укравший алмаз. Вильфор, выполняя свои прямые обязанности, обвиняет Бенедетто, но тот оправдывается и говорит, что виноваты родители, бросившие его во младенчестве («Папа, мама»). Валентина просит отца быть снисходительнее к сироте.
Бертуччо рассказывает давнюю историю («Рассказ Бертуччо») о том, как много лет назад, будучи бродягой, пытался ограбить этот дом, но увидел, как некий человек закапывает что-то в саду. Надеясь на клад, Бертуччо откопал свёрток и обнаружил в нём новорождённого ребёнка и посчитал его мёртвым. Однако младенец был жив, и Бертуччо отдал его в приют, пытаясь опекать мальчика. Тем не менее, Бенедетто (а речь шла именно о нём) вырос преступником, и Бертуччо давно потерял его из виду. Человека же, который зарыл младенца, Бертуччо не смог бы опознать из-за темноты, но вспоминает, что малыш был завёрнут в платок с монограммой «Э. Д.». Услышав это, Эрмина Данглар признаёт Бенедетто своим сыном. Открывается истина и об отцовстве Вильфора («Вы заживо похоронили сына?»), («Это сон»).
Приглашённые на бал гости требуют объяснений — кто такой Монте-Кристо и ради чего он затеял все эти разоблачения («Кто вы, граф?»). Граф рассказывает историю невинно обвинённого Эдмона Дантеса и открывает своё истинное лицо. Под гнётом обвинений Фернан стреляется, а Вильфор сходит с ума.
Мерседес сообщает бывшему возлюбленному о том, что уезжает вместе с Валентиной и Альбером, чтобы забыть об этом кошмаре. Монте-Кристо и Мерседес прощаются навек («Прощай навек»).

## Список номеров оригинальной постановки
| Акт I 1. Увертюра 2. Карнавальное колесо 3. Память прежних дней 4. Встреча 5. Любовь моя навсегда! 6. Письмо Наполеона 7. Я всегда к тебе иду 8. Свадьба 9. Арест 10. Допрос 11. Баллада замка Иф 12. Таков наш век 13. Молитва 14. Он погиб 15. Годы в тюрьме 16. Не помню 17. Аббат Фариа 18. Завещание аббата 19. Песня тюремщиков 20. Солёный ветер 21. Месть (Боже правый, благодарю!) | Акт II 1. Бал 2. Вальс 3. Кто ты? 4. Слуга и вор 5. Воспоминания 6. Я всегда иду к тебе (remix) 7. Молчи, душа моя 8. Алмаз Тибелина 9. Великие дни 10. Ты предатель 11. Смятение 12. Папа, мама 13. Закон — один 14. Рассказ Бертуччо 15. Вы заживо похоронили сына? 16. Это сон 17. Кто вы, граф? 18. Сказочка 19. Стервятники 20. Прощай навек |

## Список песен официальной аудиозаписи
Диск 1
- 1.Увертюра
- 2.Карнавальное колесо
- 3.Память прежних дней
- 4.Встреча
- 5.Любовь моя навсегда
- 6.Я всегда к тебе иду
- 7.Свадьба
- 8.Допрос
- 9.Дух замка Иф
- 10.Таков наш век
- 11.Молитва
- 12.Не помню…
- 13.Песня тюремщиков
- 14.Солёный ветер
- 15.Боже правый, благодарю!

Диск 2
- 1.Бал
- 2.Кто ты?
- 3.Воспоминания
- 4.Я всегда к тебе иду (remix)
- 5.Молчи, душа моя
- 6.Великие дни
- 7.Ты предатель
- 8.Смятение
- 9.Папа, мама…
- 10.Закон — один!
- 11.Рассказ Бертуччо
- 12.Вы заживо похоронили сына?
- 13.Это сон
- 14.Кто вы, граф?
- 15.Сказочка
- 16.Стервятники
- 17.Прощай навек